# Mławianka Mława
MKS „Mławianka” Mława – polski klub piłkarski z siedzibą w Mławie. W sezonie 2024/25 występuje w III lidze, grupa I.
Klub został założony w 1923 roku jako Mławianka Mława. 15 maja 1997 nazwa została zmieniona na MKS Mława. Od 29 października 2010 roku zespół występuje pod szyldem MKS Mławianka Mława.
Klub przez wiele sezonów występował w III lidze. W sezonie 2003/2004 uplasował się w niej na pierwszym miejscu i wywalczył awans do II ligi. W swoim pierwszym meczu na tym poziomie rozgrywek drużyna uległa na wyjeździe KSZO Ostrowiec Św. 2:5 (pierwszą bramkę zdobył Maxwell Kalu). Ostatecznie zajęła w tabeli 17. lokatę i została zdegradowana. Rok później zespół spadł z III ligi. Od 2008 do 2019 rywalizowała w IV lidze, stanowiącej piąty poziom rozgrywkowy, z którego spadła w sezonie 2018/2019. Rok później, mimo pandemii, udało się wrócić do IV ligi, a w sezonie 2021/22 Mławianka wywalczyła awans do III ligi, pokonując w barażach MKS Piaseczno w dwumeczu 5:3 (2:2 na wyjeździe i 3:1 u siebie).
W sezonie 1994/1995 klub dotarł do 1/16 finału pucharu Polski, w której odpadł po porażce z Lechem Poznań. W lipcu 2004 roku MKS rozegrał sparingowy mecz z reprezentacją Polski, który przegrał 0:3.

## Występy w II lidze
| Sezon     | Liga    | Pozycja | Mecze | Punkty | Bramki |
| --------- | ------- | ------- | ----- | ------ | ------ |
| 2004/2005 | II liga | 17      | 34    | 28     | 25-47  |